# Грабарівка (Могилів-Подільський район)
Гра́барівка (в минулому — Ізраїлівка) — село в Україні, у Вендичанській селищній громаді Могилів-Подільського району Вінницької області. Населення становить 489 осіб.

## Назва
7 червня 1946 село Ізрайлівка Яришівського району перейменоване на Грабарівка, Ізрайлівська сільська рада перейменована на Грабарівську.

## Географія
Через село тече річка Серебрійка, ліва притока Дністра.

## Населення

### Мова
Розподіл населення за рідною мовою за даними перепису 2001 року:
| Мова       | Кількість | Відсоток |
| ---------- | --------- | -------- |
| українська | 482       | 98.57%   |
| російська  | 5         | 1.03%    |
| білоруська | 1         | 0.20%    |
| болгарська | 1         | 0.20%    |
| Усього     | 489       | 100%     |

## Пам'ятка природи загальнодержавного значення
Неподалік від села розташований Грабарківський заказник.

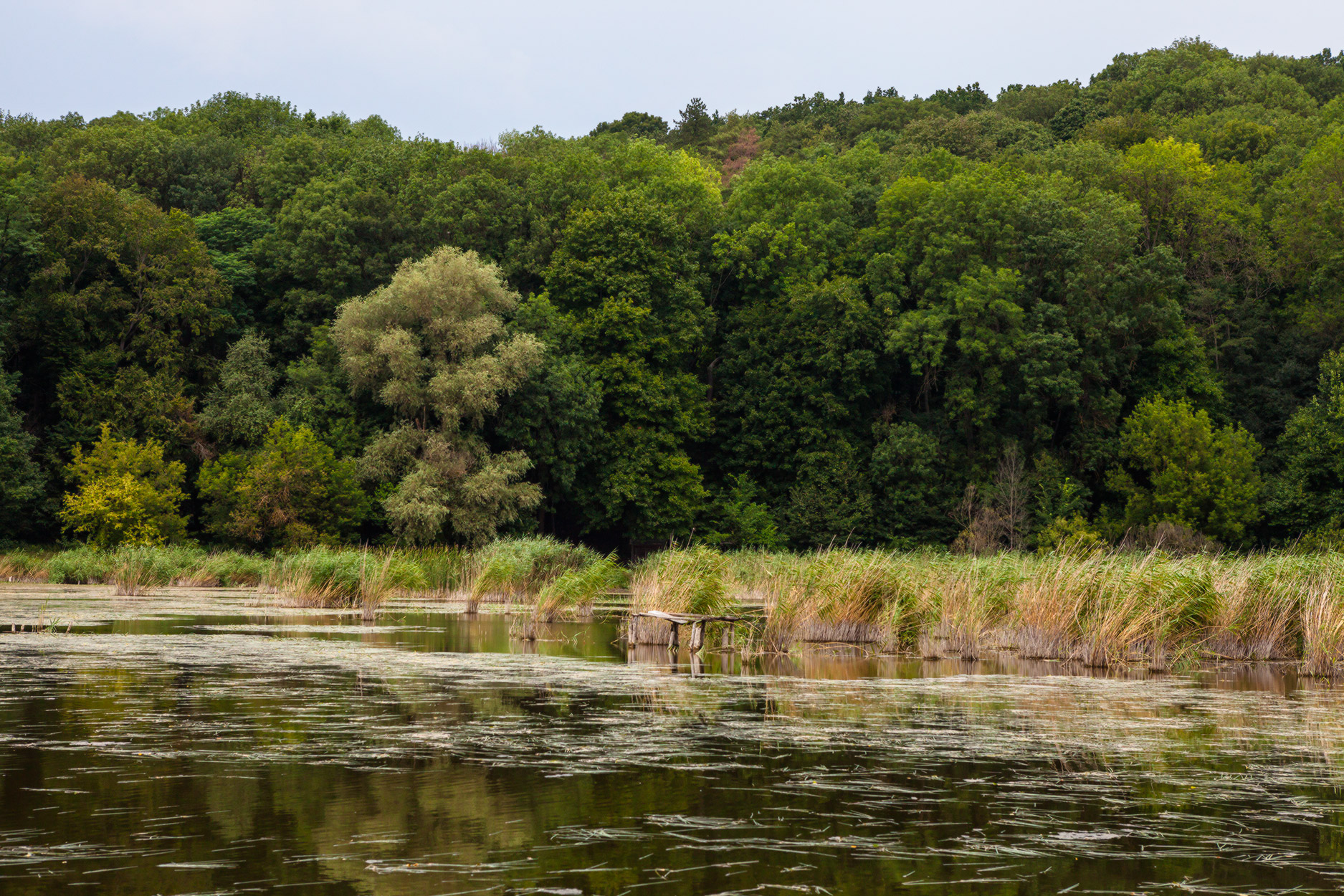
Грабарківський заказник

## Історія
В давнину село належало до Юрковецького ключа.
На 1880 р. село належало до Могилівського повіту Подільської губернії. Було 506 мешканців, 83 будинки. Земля родюча, у  власності селян — 867 десятин, поміщиків Сулятицьких — 895 десятин, церкви — 34 десятини.
7 (20) листопада 1917 року, відповідно до Третього Універсалу Української Центральної Ради, увійшло до складу Української Народної Республіки.
12 червня 2020 року, відповідно до Розпорядження Кабінету Міністрів України від № 707-р «Про визначення адміністративних центрів та затвердження територій територіальних громад Вінницької області», увійшло до складу Вендичанської селищної громади.
19 липня 2020 року, в результаті адміністративно-територіальної реформи та ліквідації Могилів-Подільського району (1923 — 2020), село увійшло до складу новоутвореного Могилів-Подільського району.